# Into Thin Air
Into Thin Air: A Personal Account of the Mt. Everest Disaster este o carte publicată în anul 1997, scrisă de jurnalistul Jon Krakauer. Cartea relatează „Dezastrul de pe Everest” din 1996, la care autorul a fost martor. Tragedia s-a petrecut în data de 11 mai 1996, când opt alpiniști au murit încercând să escaladeze muntele.